# Душечка (фильм, 1989)
«Душечка» (англ. Sweetie) — первая полнометражная картина новозеландского режиссёра Джейн Кэмпион, вышедшая на экраны в 1989 году. Главные роли в ней сыграли Женевьева Лемон, Карен Колстон, Том Ликос, Джон Дарлинг. Фильм был показан на Каннском кинофестивале, получил премию «Независимый дух» за лучший иностранный фильм.

## Сюжет
Главные героини картины — сёстры Кэй и Доун по прозвищу «Душечка», которые живут с родителями в бедном районе. Душечка взбалмошна и непостоянна, у неё случаются галлюцинации, она жестоко обращается с членами семьи. Окончательно сойдя с ума, эта героиня поселяется в доме на дереве и вскоре погибает. В памяти родных она остаётся маленькой девочкой.

## В ролях
- Женевьева Лемон — Доун
- Карен Колстон — Кэй
- Том Ликос — Луис
- Джон Дарлинг — Гордон
- Дороти Барри — Фло

## Создание и релиз
Джейн Кэмпион, решившая снять малобюджетный современный фильм, придумала персонажа Свитти и в феврале — мае 1987 года совместно с Джерардом Ли написала сценарий. Съемки проходили в Сиднее. Главные роли получили дебютантки Женевьева Лемон и Карен Колстон, рассказавшие впоследствии, что сразу почувствовали подобную сестринским отношениям связь между собой и с Кэмпион. В съемочной группе проекта преобладали женщины.
Фильм был показан на Каннском кинофестивале 1989 года. 28 сентября того же года он вышел в театральный прокат.

## Оценки
В книге Australian Film, 1978—1994 «Душечка» описывается как «ужасная пародия на тиранию семейной жизни». Роджер Эберт оценил фильм на три с половиной звезды из четырёх, охарактеризовав его как «реалистичную историю, увиденную свежим и смелым взглядом… Большинство фильмов проскальзывает прямо у нас в голове, ни на что не натыкаясь, а этот кричит и кричит на каждом шагу». В обзоре 2015 года в The Guardian Люк Бакмастер написал: «Мир „Душечки“ — этого прекрасного, странного и захватывающего кинодебюта — искажён с почти неуловимо тонкой точностью. Кэмпион уравновешивает мрачный драматизм атмосферой, которая становится все более и более пугающей и мистической».
Режиссер Кэрол Морли, признававшая огромное влияние Кэмпион на своё творчество, в одном из эпизодов программы The Filme на Radio 4 назвала «Душечку» своим любимым фильмом. Кэмпион, которую пригласили в этот эпизод в качестве гостя, рассказала, что Филипп Френч из The Observer нашёл картину «отвратительной», а одно итальянское издание спросило её, почему она сняла «такой грязный» фильм.
«Душечка» была номинирована на Золотую ветвь Каннского кинофестиваля, но проиграла картине Стивена Содерберга «Секс, ложь и видео». Она получила премию «Независимый дух» за лучший иностранный фильм.